# Rudi Müller (Lehrer)
Rudolf „Rudi“ Müller (* 8. März 1927 in Kirchheimbolanden; † 20. März 2003 in Kaiserslautern), von Beruf Lehrer, war ein Förderer des Breitensports und der Völkerverständigung.

## Leben
Bereits in den Jahren 1953 bis 1962 wurde er durch seine Unterstützung der amerikanischen Wehrdienstverweigerer (Pax-Boys), die zum Siedlungsbau für mennonitische Kriegsvertriebene in der Gemeinde Enkenbach tätig waren, weltweit bekannt. Auch als Organist und Chorleiter betätigte er sich in der mennonitischen Gemeinde.
Von 1972 bis 1988 war Rudi Müller Mitglied des dsj-Vorstands. Er engagierte sich insbesondere im Bereich Internationales, für den deutsch-japanischen Jugendaustausch und den Sportjugendaustausch mit Israel. Diese Begegnungen faszinierten ihn so sehr, dass daraus bald auch Paten- und Partnerschaften mit Frankreich, England, Griechenland, der Türkei, Israel und China entstanden.
Er bekleidete eine Reihe von Ämtern in deutschen Sportorganisationen und knüpfte viele Kontakte mit ausländischen Sportinstitutionen. Bei allen Olympischen Spielen von 1972 bis 1992 organisierte er die Olympischen Jugendlager der Nationen. 
Rudi Müller bekleidete zahlreiche Ehrenämter im Sport und in der Kommunalpolitik, zuletzt war er Ehrenpräsident des Pfälzer Turnerbundes und SPD-Ortsbürgermeister von Enkenbach-Alsenborn. Lange Zeit prägte Rudi Müller auch seinen Heimatverein, den Turnverein 1885 Enkenbach. Dieser wurde 1976 mit dem Sportverein der Bereitschaftspolizei Enkenbach zum "Turn- und Polizeisportverein e.V." zusammengeschlossen.

## Auszeichnungen
- 1974 erhielt er für seine Verdienste im deutschen Sport das Bundesverdienstkreuz am Bande und
- 1984 das Bundesverdienstkreuz 1. Klasse.
- Postum erhielt er vom japanischen Kaiser den Orden des Heiligen Schatzes für seine Verdienste im deutsch-japanischen Jugendaustausch.[2]
- Die Vereinsturnhalle in Enkenbach trägt seit 2003 den Namen „Rudi-Müller-Turnhalle“.